# Aljibe de la Estación (Puerto Lumbreras)

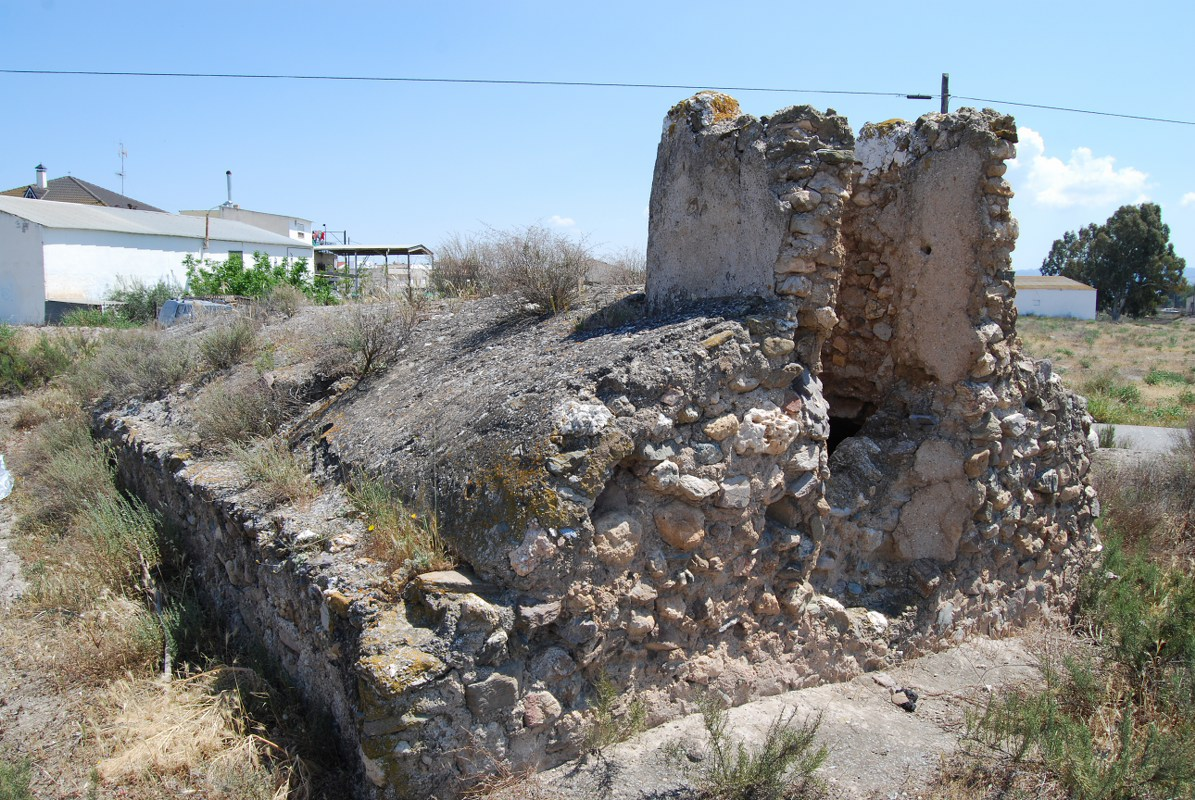
Aljibe de la Estación

El Aljibe de la Estación es un Aljibe localizado en la diputación de El Esparragal-La Estación (Puerto Lumbreras, Región de Murcia), en el núcleo de población de La Estación, a 7 kilómetros al este de Puerto Lumbreras. Está declarado bien catalogado por su relevancia cultural por resolución de fecha 16 de julio de 2010 (BORM nº181 del 7 de agosto de 2010).

## Arquitectura

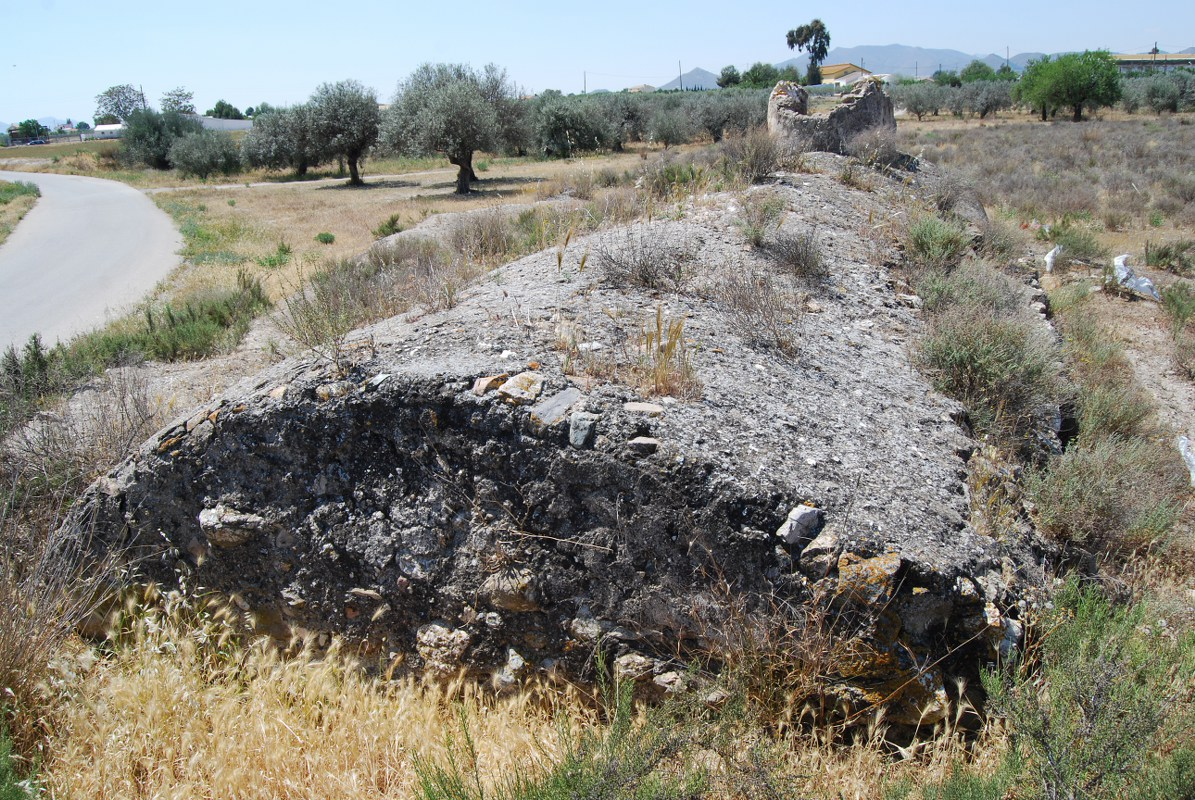
Vista parte trasera del Aljibe

Aljibe de planta rectangular (9,35 metros de largo por 4,20 metros de ancho), orientación noreste-suroeste, con cubierta peraltada sobresaliente al exterior e interior con bóveda de medio cañón. El alzado supera los tres metros y la luz de la bóveda de 0,82 metros. Se observa la impronta de los mechinales, siendo su módulo de 0,82 metros. Construido con mampostería de piedras de medio tamaño trabadas con mortero. Conserva el brocal de planta rectangular en la testa, así como otros huecos para el abastecimiento de agua canalizada procedente de los aprovechamientos de ramblas, como las de Nogalte, Béjar o Vilerda.

## Historia
Al igual que otros aljibes del campo de Nogalte, como el del Esparragal, se fecha en época medieval islámica (siglo XII-XIII). Prospecciones arqueológicas en el entorno de esta estructura han permitido constatar materiales arqueológicos de este período, concretamente cerámica islámica de pasta tosca, de color beige, perteneciente a vasijas de transporte y/o almacenamiento.
Ha sido objeto de numerosas reparaciones que han permitido mantener su uso hasta fechas recientes. Así, en época moderna formó parte de la extensa infraestructura hidráulica planificada en Puerto Lumbreras que comprendía la captación del agua, su distribución por el campo a través de acequias, su uso en almazaras y molinos y su almacenamiento en aljibes. En el Fondo Cultural Espín (Lorca) se conserva un paño pintado (año 1743-1763) en el que se observa este sistema, ya que incorpora una relación de aljibes, acequias, cortijos, caminos rurales, cañadas, boqueras, pozos …etc del campo de Nogalte, con relación de propietarios y hasta 134 descriptores numerados.